# Nokia 3250
Nokia 3250 — стільниковий телефон фірми Nokia. Відноситься до лінійки телефонів «розваги і спорт».
- Поворотний механізм для моментального доступу до функцій телефону, камери, музичного програвача
- музичний програвач з підтримкою форматів МР3/еААС+ і списків відтворення
- можливість розширення пам'яті до 1 Гб для зберігання близько 750 музичних композицій
- можливість обмінюватись з друзями списками відтворення через Bluetooth за допомогою мультимедійних повідомлень і електронної пошти
- підключення власних навушників до роз'єму кабелю гарнітури
- зйомка фотографій і відеороликів за допомогою вбудованої цифрової 2-мегапіксельної камери
- публікація в онлайнових щоденниках-блогах пам'ятних фотографій і заміток з мобільного телефону

### Огляди
- Mobile Review
- All About Symbian
- GSM Arena
- infoSync World
- Nokia 3250 reviews and specifications roundup